# Anshun

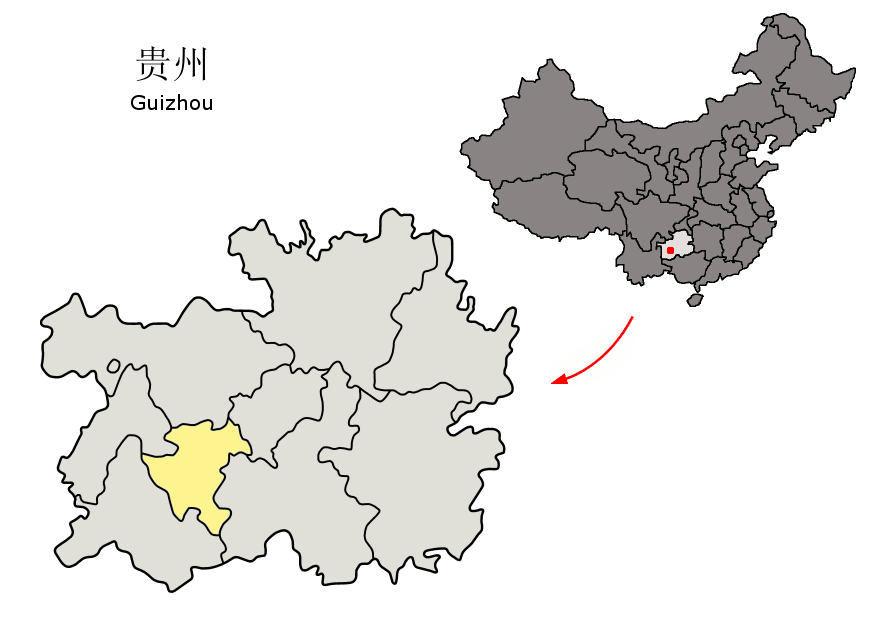
Lage der bezirksfreien Stadt Anshun (gelb)

Anshun (chinesisch 安顺市, Pinyin Ānshùn Shì) ist eine bezirksfreie Stadt der chinesischen Provinz Guizhou. Die Fläche beträgt 9.246 Quadratkilometer und die Einwohnerzahl 2.470.630 (Stand: Zensus 2020).

## Administrative Gliederung
Die bezirksfreie Stadt Anshun setzt sich auf Kreisebene aus zwei Stadtbezirken, einem Kreis und drei autonomen Kreisen zusammen. Diese sind:
- Stadtbezirk Xixiu (西秀区 Xīxiù Qū);
- Stadtbezirk Pingba (平坝区 Píngbà Qū);
- Kreis Puding (普定县 Pǔdìng Xiàn);
- Autonomer Kreis Guanling der Bouyei und Miao (关岭布依族苗族自治县 Guānlǐng Bùyīzú Miáozú Zìzhìxiàn);
- Autonomer Kreis Zhenning der Bouyei und Miao (镇宁布依族苗族自治县 Zhènníng Bùyīzú Miáozú Zìzhìxiàn);
- Autonomer Kreis Ziyun der Miao und Bouyei (紫云苗族布依族自治县 Zǐyún Miáozú Bùyīzú Zìzhìxiàn).